# Ajay
Ajay è un film del 2006, diretto da Meher Ramesh, remake di Okkadu.

## Trama
Ajay è a Hubli per una partita di Kabaddi quando gli capita di salvare Padma da un noto fazionista, Vijay Reddy. Quest'ultimo li insegue ma Ajay si rifiuta di arrendersi da un confronto con lui.

## Colonna sonora
1. Shankar Mahadevan – Rama Anta Krishna Anta
2. K S Chithra, Kunal Ganjawala – Enayitu Nanageedina
3. Shreya Ghoshal – En Chenda
4. Mallikarjun – Ene Aagali
5. S. P. Balasubrahmanyam – Saahasa